# Caledopteryx maculata
Caledopteryx maculata е вид водно конче от семейство Megapodagrionidae. Видът не е застрашен от изчезване.

## Разпространение
Разпространен е в Нова Каледония.